# Dobšice (kraj południowomorawski)
Dobšice – miasteczko i gmina w Czechach, w powiecie Znojmo, w kraju południowomorawskim. Według danych z dnia 1 stycznia 2022 liczyła 2 329 mieszkańców.